# Profítis Ilías (Héraklion)
Pour les articles homonymes, voir Profítis Ilías.
Profítis Ilías, en grec moderne : Προφήτης Ηλίας, est un village du dème de Héraklion, dans le district régional de Héraklion, de la Crète, en Grèce. Selon le recensement de 2011, la population de Profítis Ilías compte 1 429 habitants.
Le village est le siège du dème de Témenos. Il est situé à une altitude de 470 m, à une distance de 18 km de Héraklion. Il est mentionné par Pietro Castrofilaca, en 1583, avec 265 habitants. Jusqu'en 1955, le village s'appelait Kanlí Kastéli (Κανλί Καστέλι).